# Hannusträsket
Hannusträsket (finska: Hannusjärvi) är en liten sjö i kommunen Esbo i landskapet Nyland i Finland. Sjön ligger 8,1 meter över havet. Arean är 6 hektar och strandlinjen är 1,19 kilometer lång. Sjön  ingår i Finska vikens kustområde.   Den ligger omkring 15 kilometer väster om Helsingfors. 
Sjön ligger vid stadsdelen Kaitans i Esbo stad, och delar namn med en del av denna (Hannusträsk). Hannusträsket är den enda sjön söder om Västerleden. Den har länge varit i dåligt skick men har rustats upp på senare år av bland annat de lokala invånarna.[källa behövs]